# شهلا شفیق
شهلا شفيق بسكي (بالفارسية: شهلا شفيق) (1954 في طهران - ) عالمة اجتماع وباحثة ومؤلفة إيرانية. تعيشُ في فرنسا. حاصلة على وسام جوقة الشرف في فرنسا.

## المؤلفات
نشرت شهلا شفيق العديد من الكتب التحليلية عن أبعاد الإسلاموية الشمولية والعديد من الأعمال الأدبية. كتابها الأكثر شهرة هو نساء تحت الحجاب، نُشر عام 1995 في فرنسا.
- المرأة والإسلام السياسي (مجموعة مقالات) ، منشورات خافاران ، 2000 ، فرنسا
- شمولية إسلامية ، خيال أم حقيقة؟ منشورات خافاران 2005 فرنسا
- من هنا وهنا ، منشورات خافاران ، 13 قصة ومسرحية ، صيف 2010 ، باريس
- الحداد ، منشورات خافاران ، 2000 ، فرنسا
- المرأة وعودة الإسلام. 1991
- النساء تحت الحجاب ؛ وجه الشريعة الإسلامية بالتعاون مع فرهاد خسروخافار. 1995
- رجل إسلامي جديد ، سجن سياسي في إيران. 2002
- Road and Fog (Story Collection) ، Sohrab Publishing ، 1998 ، الولايات المتحدة الأمريكية
- الإسلام والمجتمع والدين والسياسة والجنس والجنس. بحسب تجربة إيران. 2009 (أطروحة دكتوراه)
- الإسلام السياسي والجنس والجنس. 2011
- إسأل المرآة (الفارسية ، الفرنسية) ، 2015[4]